# Bufonidae
I Bufonidi (volgarmente detti rospi) (Bufonidae Gray, 1825) sono una famiglia di anfibi anuri che comprende oltre 600 specie, distribuite in tutti i continenti con l'eccezione di Oceania e Antartide.

## Descrizione
Gli anfibi appartenenti a questa famiglia hanno diverse caratteristiche che li distinguono dalle altre famiglie di anuri, tra le quali: una corporatura tozza, zampe relativamente corte, pelle rugosa.
Tra le caratteristiche più evidenti vi sono le pupille disposte orizzontalmente e la completa assenza di denti.
I maschi sono provvisti di un ovario rudimentale, chiamato organo di Bidder, che diventa funzionale nel caso in cui i testicoli dovessero essere danneggiati, rendendo quindi l'animale capace di produrre uova.
Quasi tutte le specie hanno delle grosse ghiandole dietro gli occhi, le ghiandole parotidi. Queste secernono sostanze tossiche quando l'animale viene disturbato. Il veleno è composto da un miscuglio di sostanze raggruppate sotto il nome di bufotossine. Sia la composizione che la pericolosità del veleno variano da specie a specie ed esso può in alcuni casi risultare allucinogeno o addirittura mortale per l'uomo.

## Distribuzione e habitat
I bufonidi hanno una distribuzione subcosmopolita essendo presenti in quasi tutto il mondo, con l'eccezione dell'Oceania, dell'Antartide e del Madagascar.
In Australia è stato introdotto dall'uomo, con intenti di lotta biologica, il rospo delle canne, animale originario del Nuovo mondo.

## Tassonomia
La famiglia comprende 642 specie divise in 52 generi, con 1 specie a collocazione incerta:
- Adenomus Cope, 1861 (2 sp.)
- Altiphrynoides Dubois, 1987 (2 sp.)
- Amazophrynella Fouquet, Recoder, Teixeira, Cassimiro, Amaro, Camacho, Damasceno, Carnaval, Moritz, and Rodrigues, 2012 (13 sp.)
- Anaxyrus Tschudi, 1845 (25 sp.)
- Ansonia Stoliczka, 1870 (38 sp.)
- Atelopus Duméril and Bibron, 1841 (99 sp.)
- Barbarophryne Beukema, de Pous, Donaire-Barroso, Bogaerts, Garcia-Porta, Escoriza, Arribas, El Mouden, and Carranza, 2013 (1 sp.)
- Beduka Dubois, Ohler, and Pyron, 2021 (2 sp.)
- Blaira Dubois, Ohler, and Pyron, 2021 (2 sp.)
- Blythophryne Chandramouli, Vasudevan, Harikrishnan, Dutta, Janani, Sharma, Das, and Aggarwal, 2016 (1 sp.)
- Bufo Garsault, 1764 (22 sp.)
- Bufoides Pillai and Yazdani, 1973 (2 sp.)
- Bufotes Rafinesque, 1814 (15 sp.)
- Capensibufo Grandison, 1980 (5 sp.)
- Churamiti Channing and Stanley, 2002 (1 sp.)
- Dendrophryniscus Jiménez de la Espada, 1870 (16 sp.)
- Didynamipus Andersson, 1903 (1 sp.)
- Duttaphrynus Frost, Grant, Faivovich, Bain, Haas, Haddad, de Sá, Channing, Wilkinson, Donnellan, Raxworthy, Campbell, Blotto, Moler, Drewes, Nussbaum, Lynch, Green, and Wheeler, 2006 (28 sp.)
- Epidalea Cope, 1864 (1 sp.)
- Frostius Cannatella, 1986 (2 sp.)
- Incilius Cope, 1863 (39 sp.)
- Ingerophrynus Frost, Grant, Faivovich, Bain, Haas, Haddad, de Sá, Channing, Wilkinson, Donnellan, Raxworthy, Campbell, Blotto, Moler, Drewes, Nussbaum, Lynch, Green, and Wheeler, 2006 (12 sp.)
- Laurentophryne Tihen, 1960 (1 sp.)
- Leptophryne Fitzinger, 1843 (3 sp.)
- Melanophryniscus Gallardo, 1961 (31 sp.)
- Mertensophryne Tihen, 1960 (14 sp.)
- Metaphryniscus Señaris, Ayarzagüena, and Gorzula, 1994 (1 sp.)
- Nannophryne Günther, 1870 (4 sp.)
- Nectophryne Buchholz and Peters, 1875 (2 sp.)
- Nectophrynoides Noble, 1926 (13 sp.)
- Nimbaphrynoides Dubois, 1987 (1 sp.)
- Oreophrynella Boulenger, 1895 (8 sp.)
- Osornophryne Ruiz-Carranza and Hernández-Camacho, 1976 (11 sp.)
- Parapelophryne Fei, Ye, and Jiang, 2003 (1 sp.)
- Pedostibes Günther, 1876 (1 sp.)
- Pelophryne Barbour, 1938 (13 sp.)
- Peltophryne Fitzinger, 1843 (14 sp.)
- Phrynoidis Fitzinger in Treitschke, 1842 (2 sp.)
- Poyntonophrynus Frost, Grant, Faivovich, Bain, Haas, Haddad, de Sá, Channing, Wilkinson, Donnellan, Raxworthy, Campbell, Blotto, Moler, Drewes, Nussbaum, Lynch, Green, and Wheeler, 2006 (11 sp.)
- Pseudobufo Tschudi, 1838 (1 sp.)
- Rentapia  Chan, Grismer, Zachariah, Brown, and Abraham, 2016 (3 sp.)
- Rhaebo Cope, 1862 (14 sp.)
- Rhinella Fitzinger, 1826 (92 sp.)
- Sabahphrynus Matsui, Yambun, and Sudin, 2007 (1 sp.)
- Schismaderma Smith, 1849 (2 sp.)
- Sclerophrys Tschudi, 1838 (46 sp.)
- Sigalegalephrynus Smart, Sarker, Arifin, Harvey, Sidik, Hamidy, Kurniawan, and Smith, 2017 (5 sp.)
- Strauchbufo Fei, Ye, and Jiang, 2012 (1 sp.)
- Truebella Graybeal and Cannatella, 1995 (2 sp.)
- Vandijkophrynus Frost, Grant, Faivovich, Bain, Haas, Haddad, de Sá, Channing, Wilkinson, Donnellan, Raxworthy, Campbell, Blotto, Moler, Drewes, Nussbaum, Lynch, Green, and Wheeler, 2006 (6 sp.)
- Werneria Poche, 1903 (6 sp.)
- Wolterstorffina Mertens, 1939 (3 sp.)
- Incertae sedis
  - "Bufo" scorteccii Balletto & Cherchi, 1970